# Sphagnum leucobryoides
Sphagnum leucobryoides är en bladmossart som beskrevs av Yamaguchi, Seppelt och Iwatsuki in Yamaguchi et al. 1990. Sphagnum leucobryoides ingår i släktet vitmossor, och familjen Sphagnaceae. Inga underarter finns listade i Catalogue of Life.